# Thyrididae
Thyrididae är en familj av fjärilar. Thyrididae ingår i överfamiljen Thyridoidea, ordningen fjärilar, klassen egentliga insekter, fylumet leddjur och riket djur. Enligt Catalogue of Life omfattar familjen Thyrididae 1046 arter. 
Thyrididae är enda familjen i överfamiljen Thyridoidea.

## Bildgalleri

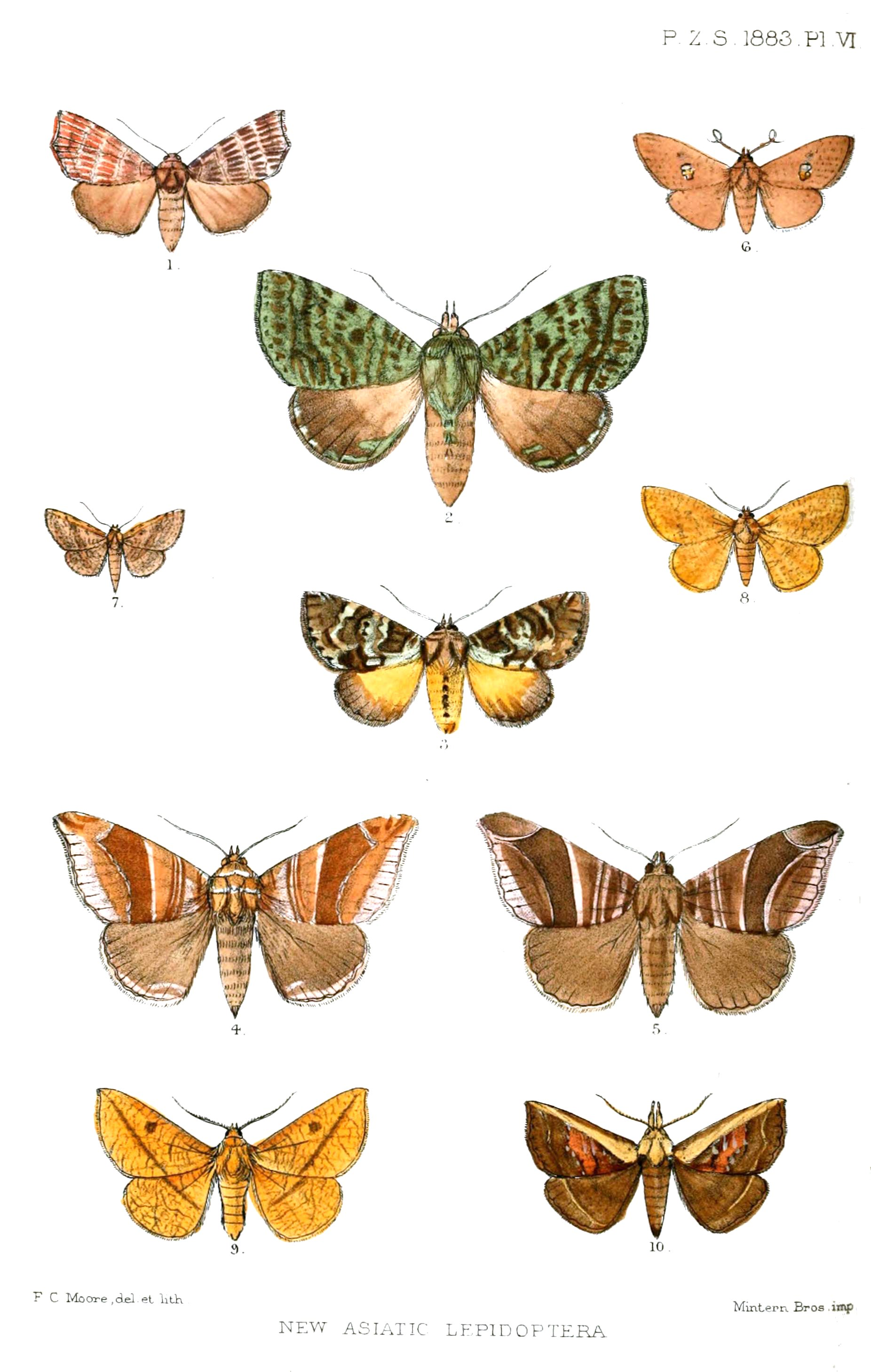
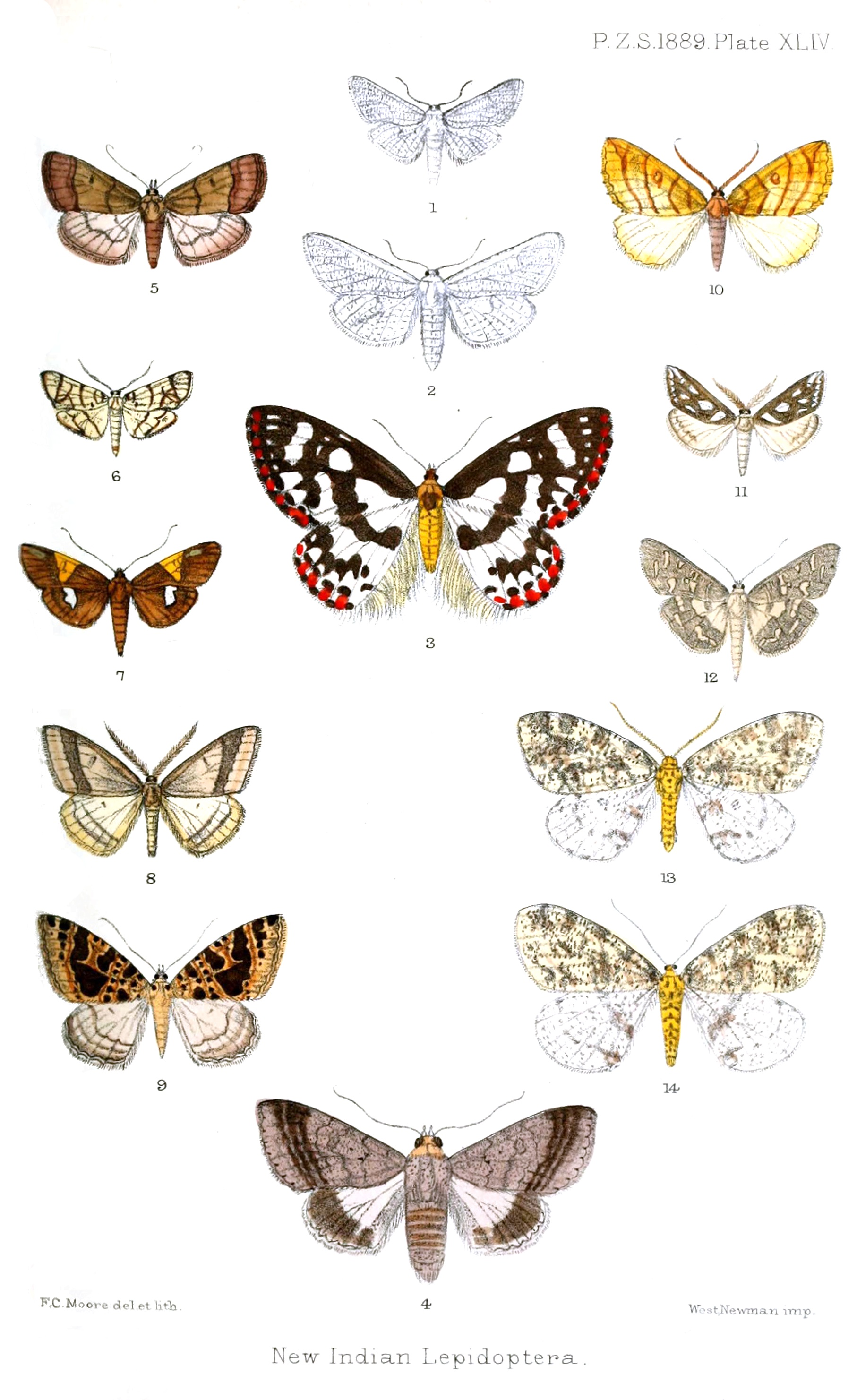

## Dottertaxa till Thyrididae, i alfabetisk ordning[1]
- Abrotesia
- Addaea
- Aglaopus
- Amalthocera
- Arniocera
- Banisia
- Beguma
- Belonoptera
- Bupota
- Byblisia
- Calindoea
- Camadena
- Camptochilus
- Canaea
- Cecidothyris
- Chrysotypus
- Collinsa
- Cornuterus
- Cosmothyris
- Cumbaya
- Dilophura
- Dixoa
- Draconia
- Dysodia
- Epaena
- Forbesopsis
- Gippius
- Glanycus
- Gnathodes
- Hepialodes
- Herdonia
- Herimba
- Heteroschista
- Hexeris
- Hyperthyris
- Hypolamprus
- Iscalina
- Iza
- Jamboina
- Kalenga
- Kanshizeia
- Kuja
- Lamprochrysa
- Lelymena
- Letchenodes
- Loxiorhiza
- Macrogonia
- Macroprota
- Marmax
- Mathoris
- Meskea
- Microbelia
- Microctenucha
- Microsca
- Monodecus
- Morova
- Mystina
- Nakawa
- Nemea
- Neochrysotypus
- Netrocera
- Ninia
- Novitina
- Novobelura
- Ochrothyris
- Opula
- Orneostoma
- Ortospeda
- Oxycophina
- Pentina
- Pharambara
- Picrostomastis
- Plesiodesma
- Pseudendromis
- Pseudothyris
- Pyralidoxa
- Pyrinioides
- Rhodogonia
- Rhodoneura
- Sericophara
- Siculodes
- Sijua
- Sinecalca
- Sonagara
- Speculina
- Striglina
- Symphleps
- Tanyodes
- Telchines
- Thyris
- Toosa
- Tricobaptes
- Tridesmodes
- Tristina
- Vadata
- Zeuzerodes